# Obeza nigriceps
Obeza nigriceps är en stekelart som först beskrevs av William Harris Ashmead 1904.  Obeza nigriceps ingår i släktet Obeza och familjen Eucharitidae. Inga underarter finns listade i Catalogue of Life.